# 清捲舌內爆音
清齿龈内爆音是一种罕见的辅音，用在某些口语中。国际音标中没有描写此音专用的字符，可以用⟨ᶑ̊⟩或⟨ʈʼ↓⟩。

## 特征
清齿龈内爆音的特征包括：
- 調音方法是閉塞，也就是說通過阻礙空氣在聲道流動來調音。由於此輔音也是一個口腔輔音，故氣流被完全地阻塞住，而形成一個塞音。
- 調音部位是捲舌，以舌尖和上顎前部接觸以形成對氣流的阻礙而調音。

- 發聲類型是清音，意味着發音時聲帶並不顫動。
- 本輔音是口腔輔音（口音），表示調音時空氣只從口裡流出。
- 本輔音為中央輔音，調音時氣流在口腔的中央流過舌面，而不從兩側流過。
- 氣流機制是內爆音。發音時，聲門向下壓迫出肺部空氣而控制氣流。由於其為清音，聲門完全關閉，導致完全沒有肺部氣流流出。

## 见于
作为一个罕见而不稳定的音，/ᶑ̊/在埃塞俄比亚奥罗莫语有描写。